# SSI CEB

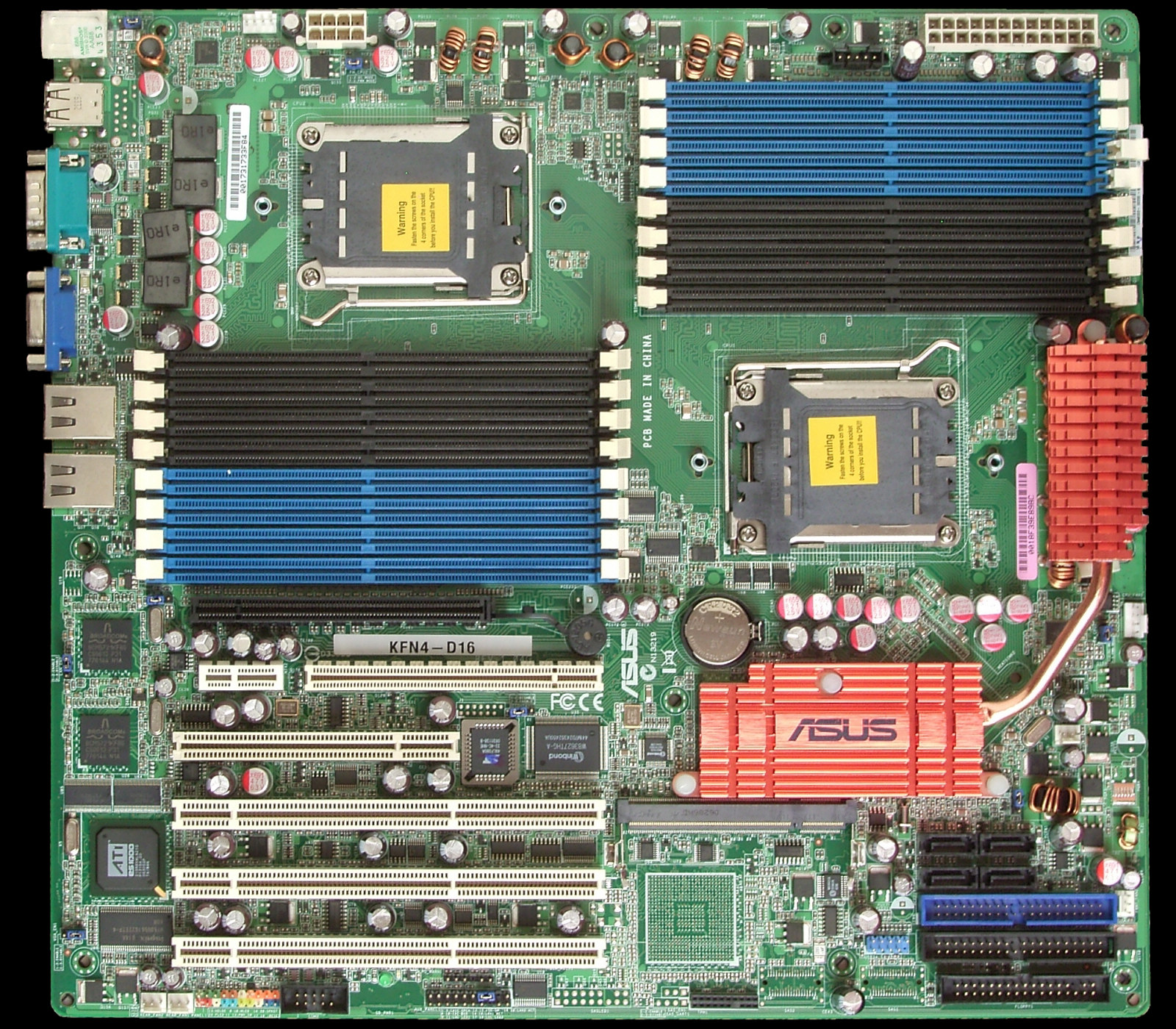
Server-Computer-Motherboard für zwei AMD Opteron-CPUs,
SSI CEB 1.1 – 12″ × 10,5″

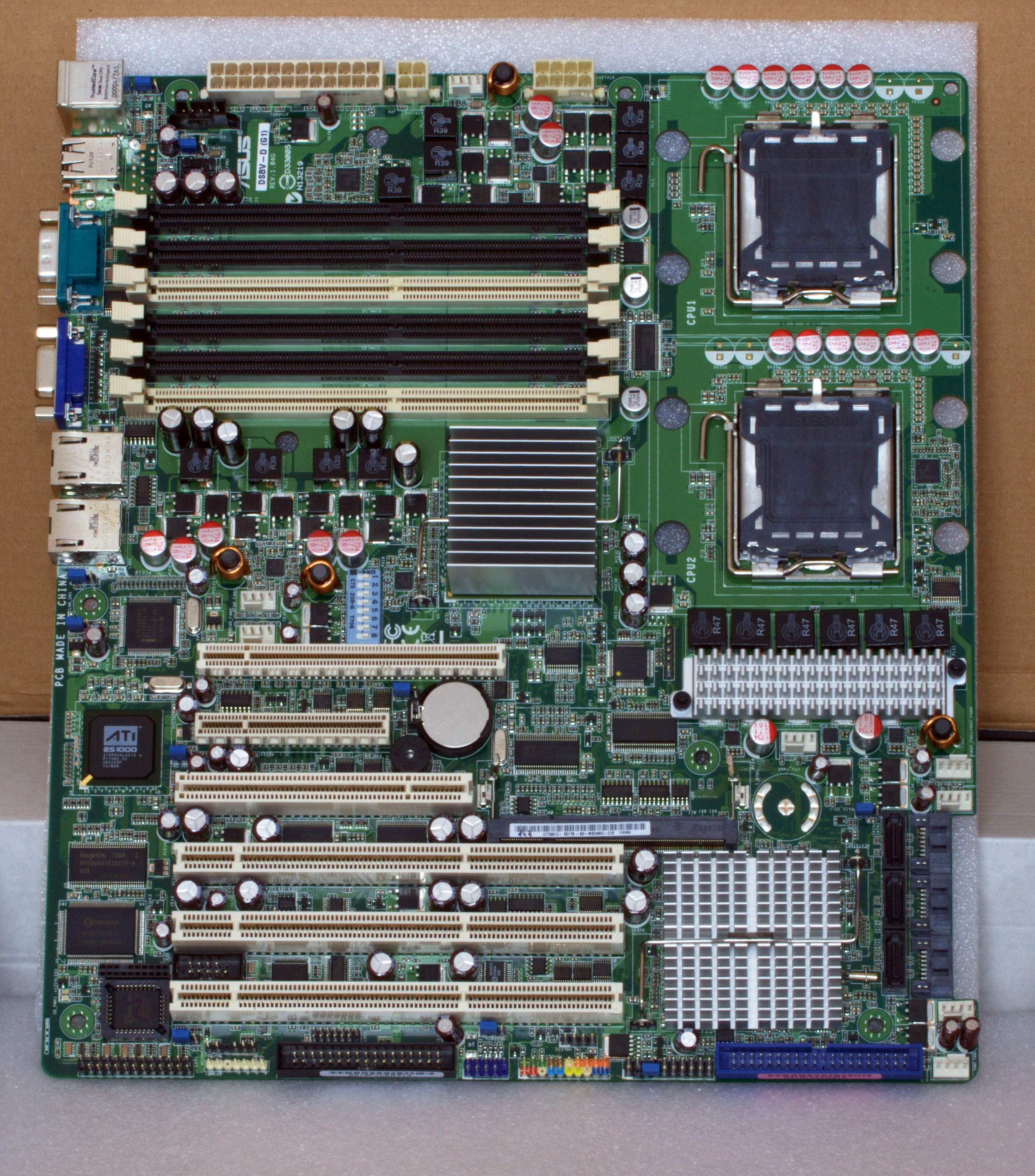
Asus Server-Computer-Motherboard DSBV-D für zwei Dual-Core / Quad-Core Intel® Xeon® processors
SSI CEB 1.1 – 12″ × 10,5″

Compact Electronics Bay Specification (CEB) ist der Standardformfaktor für Dual-Prozessor-Motherboards, welcher von dem Server System Infrastructure (SSI)-Forum definiert (spezifiziert) wird, oft als Abkürzung SSI CEB geschrieben. Die SSI CEB-Spezifikationen sind vor allem für Server-Computer-Gehäuse, Motherboards, Netzteile und andere Server-Computer-Elemente rund um das Motherboard bestimmt.
Ein SSI CEB Motherboard hat die Maße 12″ × 10,5″ (30,5 cm × 26,7 cm).
Die SSI CEB-Spezifikationen wurden aus den EEB- und ATX-Spezifikationen entwickelt. SSI CEB-Motherboards haben dieselbe IO Anschluss-Einheit und oft auch dieselben Motherboard-Schraublöcher wie ATX-Motherboards. Die Anschlussebene für Steckkarten ist dieselbe wie für ATX-Motherboards. SSI CEB-Motherboards sind jedoch generell größer in den Ausmaßen als ATX-Motherboards und haben oft andere CPU-Sockel und sind mehrheitlich als Dual-CPU (zweifach) oder Quad-CPU (vierfach) Motherboards ausgeführt, Einprozessor (Mono-CPU) Ausführungen sind viel seltener.
SSI Specification
- SSI CEB specification - Compact Electronics Bays (305 mm × 267 mm, 12,0" × 10,5")
- SSI TEB 2.11 specification - Thin Electronics Bay (1U/2U Rack Optimized)
- SSI EEB 3.61 specification - Entry-Level Electronics Bays (Pedestal optimized) (330 mm × 304 mm, 13" x 12")
- SSI EEB 2008 - EEB Rev 1.0 Electronics Bay Specification for 2008 Servers and Workstations